# Chelinga
La chelinga es una embarcación de unos 10 o 12 metros de eslora por 3 de manga, que tiene forma de un cajón rematado en sus extremos por dos saliente cónicas y que se usa en la costa de Coromandel.
Su construcción es muy rudimentaria, pues toda su armazón va sujeta con cuerdas y los intersticios calafateados con borra de coco. No gasta cuadernas, sirviendo los bancos de trabazón. Los tripulantes bogan con gaonas y el patrón dirige la embarcación con una especie de pagaya. Así y todo son de gran utilidad, pues la gran resaca que reina en aquellas costas, imposibilita el acceso de lanchas y botes y las chelingas hacen el servicio entre los buques y la tierra, alternando con los catamaranes.